# Ugod
Ugod is een plaats (község) en gemeente in het Hongaarse comitaat Veszprém. Ugod telt 1528 inwoners (2001).